# Markstay-Warren
Markstay-Warren är en kommun (town) i Kanada.   Den ligger i provinsen Ontario, i den sydöstra delen av landet, 400 km väster om huvudstaden Ottawa. Markstay-Warren ligger 221 meter över havet och antalet invånare är 2 297.